# PS22 Chorus
Der PS22 Chorus ist ein Grundschulchor der Public School 22 in Staten Island, New York City. Er besteht aus 60–70 Fünftklässlern und wird von Gregg Breinberg geleitet. Die Schüler des Chors werden jedes Jahr am Beginn des Schuljahres neu ausgewählt. Sie treffen sich zwei Mal die Woche und treten sowohl bei Schulveranstaltungen, als auch bei besonderen Veranstaltungen in New York und Umgebung auf. Berühmt wurde der Chor durch Videos auf der Internet-Plattform YouTube und durch den Auftritt bei der Oscarverleihung 2011 in Los Angeles. Bis Juli 2014 wurden die Videos des Chors über 63 Millionen Mal angeschaut.

## Musik
Der Chor ist für das Singen von bearbeiteten R&B- und Popsongs bekannt, vor allem für seine Interpretationen von Künstlern wie Tori Amos und Björk. Teilweise singen die Grundschüler aber auch von Breinberg selbst geschriebene Lieder.

## Geschichte
Der Kinderchor wurde im Jahr 2000 vom Musiklehrer Gregg „Mr. B“ Breinberg gegründet. Seit September 2006 hat der Chor seinen eigenen Blog und entwickelte sich dank seiner YouTube-Videos zu einer Internetsensation. Zahlreiche Radio- und Fernsehauftritte sowie Kollaborationen mit renommierten Künstlern folgten.

### 2006/2007
- Der Chor trat für Tori Amos im Sony Atrium in New York City auf.
- Perez Hilton begann in seinem Blog über den Chor zu schreiben.

### 2007/2008
- Die Kinder des PS22 Chorus sangen gemeinsam mit der neuseeländischen Band Crowded House auf einem Konzert in New York.

### 2008/2009
- Der PS22 Chorus steuert bei drei Liedern des Debüt-Albums „Manners“ der Band Passion Pit den Background-Gesang bei.
- Der Chor trat bei dem amerikanischen Fernsehsender ABC auf.
- Vor einem Konzert im Madison Square Garden sang der Chor für Stevie Nicks, Frontfrau der Band Fleetwood Mac.

### 2009/2010
- Die Kinder bekamen Besuch von den Schauspielern des Filmes Fame und erhielten einen Scheck über 30.000 $ für neue Musikausstattung von lokalen Förderern.
- Bei einer Preisverleihung sangen sie für Beyoncé und Lady Gaga.
- Zusammen mit dem Rapper Common traten die Schüler auf dem National Tree Lighting Fest am Weißen Haus in Washington, D.C. auf und sangen für Präsident Barack Obama und Vize-Präsident Joe Biden.[2]
- Während einer Tour besuchte Celtic Woman den PS22 Chorus und sang zusammen mit ihm auf einem Konzert in der Radio City Music Hall.
- Nachdem der Reggae Sänger Matisyahu die Version des Kinderchors von seinem Lied „One Day“ hörte besuchte er die Schüler in New York und sang zusammen mit ihnen in Manhattan.

### 2010/2011
- Die Schüler traten bei der Wohltätigkeitsorganisation „New Yorkers for Children“ auf.
- Bei der von Matt Damon unterstützten Wohltätigkeitsorganisation ONEXONE traten die Kinder zusammen mit Matisyahu auf.
- Kylie Minogue besuchte die Grundschüler in Staten Island, um zusammen mit ihnen zu singen.
- Bruce Cohen und Anne Hathaway besuchten den Chor in New York und verkündeten, dass der P.S. 22 Chorus bei der Oscarverleihung 2011 in Los Angeles, Kalifornien auftreten wird.
- Der PS22 Chorus sang auf einem Konzert im Disneyland in Anaheim.
- Am 27. Februar 2011 traten die Schüler bei der 83. Verleihung der Academy Awards in Hollywood auf.
- Die Kinder traten zusammen mit Katy Perry bei der Oprah Winfrey Show im Kodak Theatre in Los Angeles auf.
- David Cook, der Gewinner der siebten Staffel von American Idol, besuchte die Schüler und sang zusammen mit ihnen.

## Medienauftritte

### Fernsehen
- ABC News Nightline[3]
- Good Day New York
- MTV News
- NBC Nightly News (MSNBC)
- Anderson Cooper 360° (CNN)
- Fox News Channel
- Today (NBC)
- NY1 News
- Teen Kids News
- Exclusiv (RTL)
- 83rd Annual Academy Awards (ABC)
- The Oprah Winfrey Show (CBS)

### Radio
- Rubrik 'Musik' (detektor.fm)[4]
- Akustischer Adventskalender (detektor.fm)[5]

### Printmedien
- New York Times[6]
- New York Magazine[7]
- Time Out New York Kids[8]
- Dein Spiegel
- Daily News
- Los Angeles Times
- Time

## Auszeichnungen
- COAHSi (Council on the Arts & Humanities for Staten Island) Award 2003 and 2009
- Tribeca Disruptive Innovation Award 2010
- Webby Artist of the Year Award 2010[9]